# OK-GLI

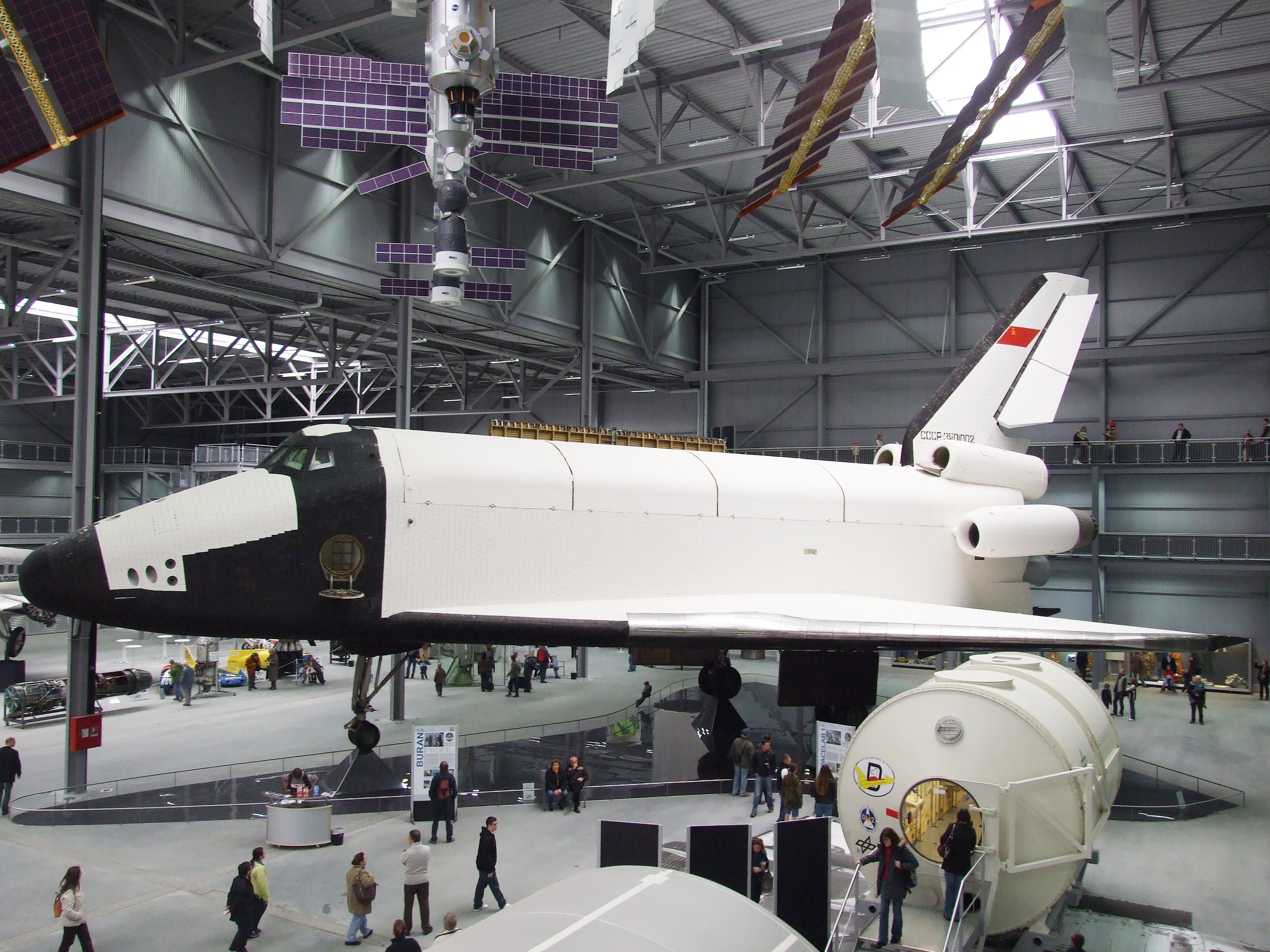
OK-GLI v muzeu ve Špýru

OK-GLI (v programu Buran označen BTS-02) je testovací raketoplán programu Buran. Byl postaven v roce 1984 a využit pro 25 zkušebních letů v letech 1985 až 1988. Nyní se nachází v Technikmuseum Speyer v Německu.

## Konstrukce
Vývoj raketoplánu Buran začal v pozdních sedmdesátých letech jako odpověď americký program Space Shuttle. Konstrukční práce na orbiteru začaly v roce 1980 a v roce 1984 vyjel první testovací Buran v měřítku 1:1 z hangáru. První suborbitální testovací let modelu proběhl již v červenci 1983. Postupně bylo vyrobeno dalších pět testovacích modelů.
OK-GLI je zkušební model vyrobený v roce 1984. Byl vybaven čtyřmi proudovými motory AL-31 připevněnými na záď (přičemž palivové nádrže pro motory zabíraly čtvrtinu nákladového prostoru). Tento Buran mohl vzlétnout vlastní silou k letovým zkouškám na rozdíl od amerického testovacího modelu Enterprise.
Proudové motory byly využity ke vzletu z normální vodorovné dráhy a po dosažení určité výšky byl tah snížen a OK-GLI klouzal zpět na zem. To poskytlo cenné informace o letových vlastnostech Buranu. 

## Po vyřazení

### Letecká základna Žukovskij

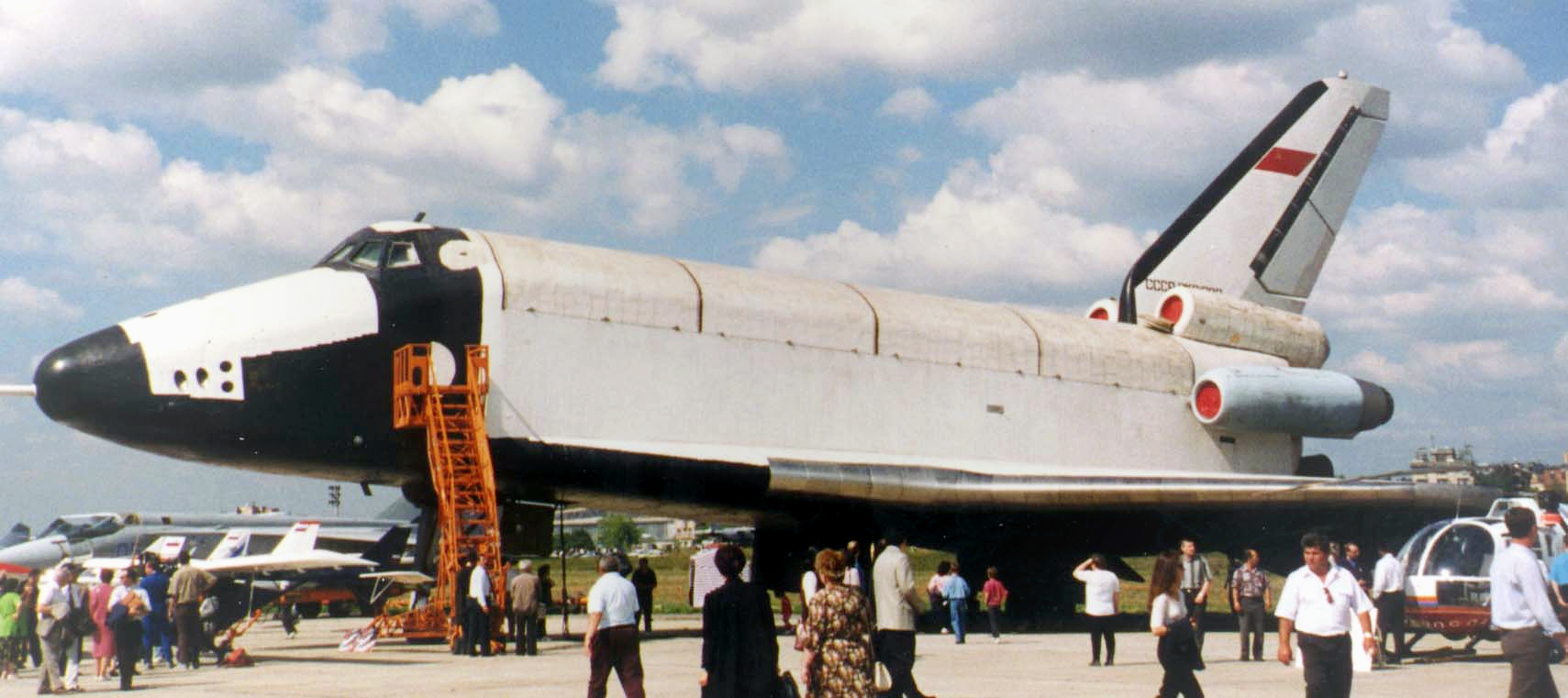
OK-GLI na MAKS-1997

Po zrušení programu byl OK-GLI uložen v Letecko-výzkumném institutu M. M. Gromova poblíž Moskvy, kde byl vystaven během výstavy MAKS air show.

### Sydney

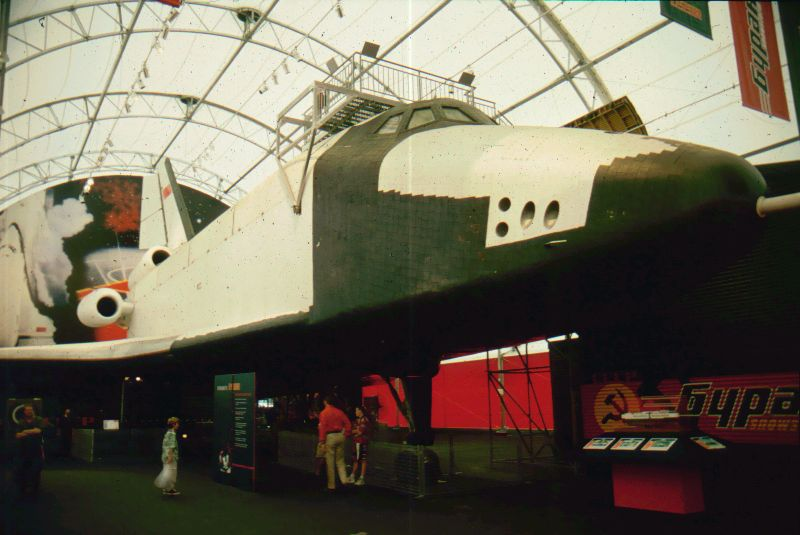
OK-GLI v Sydney

V roce 2000 byl Buran prodán australské společnosti Buran Space Corporation, kterou vlastní australský astronaut Paul Scully-Power. Byl rozebrán a přes Göteborg převezen lodí do Sydney. Zde byl několik let k vidění jako turistická atrakce v Darling Harbour.
OK-GLI byl vystaven během letních olympijských her v Sydney. Návštěvníci mohli chodit kolem i uvnitř raketoplánu (chodník byl postaven podél nákladového prostoru). Následně majitelé skončili v konkurzu a stroj byl rok uložen na oploceném parkovišti, chráněn jen obyčejnou plachtou.
OK-GLI byl pak nabízen k prodeji v radiové aukci v Los Angeles' News 980 KFWB-AM s vyvolávací cenou 6 milionů dolarů, avšak nedorazila žádná skutečná nabídka.

### Technikmuseum Speyer
Dne 4. března 2008 OK-GLI začal svou cestu po moři do Technikmuseum Speyer, kde byl zrekonstruován a slouží jako průchozí exponát výstavy.

## Zkušební lety
OK-GLI provedl 9 pojezdových zkoušek a 25 testovacích letů. Všechny testy a lety byly provedeny na Bajkonuru.
| Datum              | Popis               | Maximální rychlost | Maximální výška | Délka testu | Posádka/poznámky                                              |
| ------------------ | ------------------- | ------------------ | --------------- | ----------- | ------------------------------------------------------------- |
| 29. prosince 1984  | Pojezdová zkouška 1 | 45 km/h            |                 | 5 minut     | Rimantas Stankjavičjus, Igor Volk                             |
| 2. srpna 1985      | Pojezdová zkouška 2 | 200 km/h           |                 | 14 minut    | Rimantas Stankjavičjus, Igor Volk                             |
| 5. října 1985      | Pojezdová zkouška 3 | 270 km/h           |                 | 12 minut    | Rimantas Stankjavičjus, Igor Volk                             |
| 15. října 1985     | Pojezdová zkouška 4 | 300 km/h           |                 |             | Rimantas Stankjavičjus, Igor Volk                             |
| 10. listopadu 1985 | Let 1               | 480 km/h           | 1500 m          | 12 minut    | Rimantas Stankjavičjus, Igor Volk                             |
| 15. listopadu 1985 | Pojezdová zkouška 5 | 170 km/h           |                 | 12 minut    | Rimantas Stankjavičjus, Igor Volk                             |
| 3. ledna 1986      | Let 2               | 520 km/h           | 3000 m          | 36 minut    | Rimantas Stankjavičjus, Igor Volk                             |
| 26. dubna 1986     | Pojezdová zkouška 6 |                    |                 | 14 minut    | Anatolij Levčenko, Alexandr Ščukin                            |
| 27. května 1986    | Let 3               | 540 km/h           | 4000 m          | 23 minut    | Rimantas Stankjavičjus, Igor Volk                             |
| 11. června 1986    | Let 4               | 530 km/h           | 4000 m          | 22 minut    | Rimantas Stankjavičjus, Igor Volk                             |
| 20. června 1986    | Let 5               | 600 km/h           | 4500 m          | 25 minut    | Anatolij Levčenko, Alexandr Ščukin                            |
| 28. června 1986    | Let 6               | 650 km/h           | 5000 m          | 23 minut    | Anatolij Levčenko, Alexandr Ščukin                            |
| 10. prosince 1986  | Let 7               | 700 km/h           | 4000 m          | 24 minut    | Rimantas Stankjavičjus, Igor Volk, první automatické přistání |
| 23. prosince 1986  | Let 8               | 750 km/h           | 6000 m          | 17 minut    | Rimantas Stankjavičjus, Igor Volk                             |
| 29. prosince 1986  | Let 9               |                    |                 | 17 minut    | Anatolij Levčenko, Alexandr Ščukin                            |
| 16. února 1987     | Let 10              |                    |                 | 28 minut    | Rimantas Stankjavičjus, Igor Volk                             |
| 25. února 1987     | Let 11              |                    |                 | 19 minut    | Rimantas Stankjavičjus, Igor Volk                             |
| 29. března 1987    | Pojezdová zkouška 7 |                    |                 | 2 minuty    | Anatolij Levčenko, Alexandr Ščukin                            |
| 30. března 1987    | Pojezdová zkouška 8 |                    |                 | 25 minut    | Anatolij Levčenko, Alexandr Ščukin                            |
| 21. května 1987    | Let 12              |                    |                 | 20 minut    | Anatolij Levčenko, Alexandr Ščukin                            |
| 25. června 1987    | Let 13              |                    |                 | 19 minut    | Rimantas Stankjavičjus, Igor Volk                             |
| 5. října 1987      | Let 14              |                    |                 | 21 minut    | Alexandr Ščukin, Igor Volk, automatické přistání              |
| 15. října 1987     | Let 15              |                    |                 | 19 minut    | Ivan Bačurin, Alexej Borodaj                                  |
| 16. ledna 1988     | Let 16              |                    |                 |             | Rimantas Stankjavičjus, Igor Volk                             |
| 24. ledna 1988     | Let 17              |                    |                 |             | Ivan Bačurin, Alexej Borodaj                                  |
| 23. února 1988     | Let 18              |                    |                 | 22 minut    | Rimantas Stankjavičjus, Igor Volk                             |
| 4. března 1988     | Let 19              |                    |                 | 32 minut    | Rimantas Stankjavičjus, Igor Volk                             |
| 12. března 1988    | Let 20              |                    |                 |             | Ivan Bačurin, Alexej Borodaj                                  |
| 23. března 1988    | Let 21              |                    |                 |             | Ivan Bačurin, Alexej Borodaj                                  |
| 28. března 1988    | Let 22              |                    |                 |             | Ivan Bačurin, Alexej Borodaj                                  |
| 2. dubna 1988      | Let 23              |                    |                 | 20 minut    | Rimantas Stankjavičjus, Igor Volk                             |
| 8. dubna 1988      | Let 24              |                    |                 |             | Rimantas Stankjavičjus, Igor Volk                             |
| 15. dubna 1988     | Let 25              |                    |                 | 19 minut    | Rimantas Stankjavičjus, Igor Volk                             |
| 29. prosince 1989  | Pojezdová zkouška 9 |                    |                 |             | Rimantas Stankjavičjus, Viktor Zabolockij                     |